# 김현정 (1977년생 가수)
김현정(본명: 김문선, 1977년 1월 5일 ~ )은 대한민국의 여성 가수이며 남녀 혼성 그룹 스페이스 A의 리드 보컬이다. 2018년 이후 솔로 가수로도 활동하고 있다.

## 경력
스페이스 A 1집(1997년)과 2집(1999년)에서 리드 보컬로 활동하였다. '주홍글씨', '성숙', '섹시한 남자' 등 주요 히트곡들을 부르면서 뛰어난 가창력과 카리스마 있는 매력으로 팀의 인기를 이끌었다.
2집 활동이 끝나고 돌연 팀을 탈퇴한 이후로 동덕여대 실용음악과를 졸업하였고 몇 차례 솔로 음반을 준비했으나 성사되지 못했다. 그 후 결혼을 하여 1남 1녀를 낳고 평범한 주부로 살아가면서 보컬 트레이너로 학생들을 가르쳤다고 한다.
2016년 5월 투유 프로젝트 - 슈가맨에 스페이스 A 2집 당시 멤버였던 박재구, 제이슨과 함께 출연한 것을 계기로 가수 활동을 재개하였다. 2018년 1월에는 싱글 음원을 내고 솔로 가수로 가요계에 복귀하였다.

## 음반
- 1997년 스페이스 A 1집 - Space A
- 1999년 스페이스 A 2집 - Power Bit Techno
- 2018년 솔로 싱글 - 슬픈 주인공
- 2018년 솔로 싱글 - 사랑아 가지마
- 2019년 솔로 싱글 - 헤어지는 날 비가 내리면

## 방송

### TV 출연
- 1997년 MBC 《김승현의 잠 못이루는 밤에》 - 스페이스 A 출연(1집)
- 1998년 SBS 《인기가요》 - 스페이스 A 출연(1집)
- 1999~2000년 MBC 《생방송 음악캠프》, SBS 《인기가요》, KBS 《뮤직뱅크》 - 스페이스 A 출연(2집)
- 2016년 JTBC 《투유 프로젝트 - 슈가맨》 30회, 39회 - 슈가맨(스페이스 A)으로 출연
- 2016년 KBS 《열린음악회》 1109회 - 스페이스 A로 출연
- 2016년 SBS 《백년손님》 348회
- 2016~2017년 MBC 《미스터리 음악쇼 복면가왕》 91~92회 - '주전자부인 펄펄 끓었네'로 출연
- 2017년 KBS 《설특집 걸그룹대첩 가문의 영광》
- 2017년 MBC 《비디오스타》 41회 "동명이인 특집, 현정아 사랑해"
- 2017년 CBS 《새롭게 하소서》 - 김부환 목사 동반 출연
- 2019년 KBS 《뮤직뱅크》 983회 - 솔로 출연
- 2019년 MBC 《쇼! 음악중심》 638회 - 솔로 출연
- 2019년 KBS 《열린음악회》 1252회(스페이스 A 출연), 1254회(솔로 출연)
- 2020년 KBS 《불후의 명곡 - 전설을 노래하다》 442회 - 스페이스 A 출연
- 2020년 KBS 《이십세기 힛-트쏭》 1회 - 스페이스 A 출연
- 2020년 MBC 《공부가 머니?》 35회 - 남편 김부환 목사 및 가족(자녀, 시부모) 출연
- 2020~2021년 TV조선 《내일은 미스트롯 2》
- 2023년 E채널, 채널S 《놀던언니》 2회 게스트 with 미나, 홍영주

### 라디오 출연
- 2016년 SBS 러브FM 《김창열의 올드스쿨》
- 2016년 MBC 표준FM 《박준형, 정경미의 두시만세》
- 2016년 tbs FM 《배기성의 힘내라 2시》
- 2017년 경인방송 《이운영의 고백라디오》 "고백초대석"
- 2019년 SBS 러브FM 《김창열의 올드스쿨》
- 2019년 MBC 표준FM 《안영미, 최욱의 에헤라디오》
- 2019년 MBC FM4U 《두시의 데이트 지석진입니다》 "훅 들어온 초대석"
- 2019년 MBC 표준FM 《이윤석, 전영미의 좋은 주말》 "가든 싱어"
- 2020년 MBC 표준FM 《싱글벙글쇼 배기성, 허일후입니다》 "뭐든지 라이브" (혼성그룹 자자와 공동 출연)
- 2020년 국방FM 《조갑경의 오늘도 좋은 날》 "90년대 레트로 갬성 특집"

## 가족 관계
- 배우자 : 김부환
  - 아들 : 김창진 (2009년 ~ )
  - 딸 : 김하윤 (2012년 ~ )